# Distrito Municipio de Jonava
Distrito Municipio de Jonava o Distrito de Jonava (Jonavos rajono savivaldybė; Jonavos rajonas) es en el centro de Lituania, en el Condado de Kaunas. Cubre un área de 944 km² y albergaba una población de 52.400 personas en 2005. La cabecera es Jonava.

## Localidades
Es distrito son:
- 1 ciudad, Jonava;
- 3 poblaciones, Panoteriai, Rukla y Žeimiai;
- 277 pueblos, algunos con nombres tan curiosos como Šveicarija (Suiza), Paryžius (París), Londonas (Londres), Venecija (Venecia).

## Comunas (Seniūnijos)
En el distrito hay 8 comunas (entre paréntesis - cabecera)
- Bukonių seniūnija (Bukonys)
- Dumsių seniūnija (Šveicarija)
- Jonavos miesto seniūnija (Jonava)
- Kulvos seniūnija (Kulva)
- Ruklos seniūnija (Rukla)
- Šilų seniūnija (Šilai)
- Upninkų seniūnija (Upninkai)
- Užusalių seniūnija (Užusaliai)
- Žeimių seniūnija (Žeimiai)